# Весёлый (Красногвардейское сельское поселение)
Весёлый — хутор в Отрадненском районе Краснодарского края.
Входит в состав Красногвардейского сельского поселения.

## Население
| 2002 | 2010 |
| ---- | ---- |
| 12   | ↗14  |

## Улицы
Единственная улица хутора носит название Свободная.